# 女神异闻录 ～三位一体之魂～

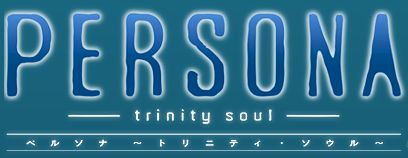
女神异闻录 ～三位一体之魂～logo

《女神异闻录 ～三位一体之魂～》（ペルソナ 〜トリニティ・ソウル〜），簡稱「Pts」，是根据2006年发售的PS2游戏《女神异闻录3》改编制作的电视动画，于2008年1月至6月期间播放。
本作的世界观与《女神异闻录3》共通，但登场角色和故事则是全新的，可視為女神異聞錄3的外傳。其时间点设定在《女神异闻录3》的10年后。

## 简介
故事发生在直面日本海的富山县“绫风市”——从10年前发生的“同时多发无气力症”的灾难中恢复过来的未来型新兴城市。
离开故乡10年之久的高中生神乡慎与弟弟洵，回到了在绫风市担任警察署长的哥哥谅的家里。
绫风市发生过各种各样的怪异事件。富山湾潜水艇中的乘员人间蒸发，市内10年来不断出现患上“无气力症”的人，多名学生在皮肤翻转后惨死……

作为警察署长的神乡谅以“Persona”为武器，一直追查着潜藏在这一连串怪异事件背后的神秘组织。而被卷入某件事的神乡慎，其“Persona”能力也觉醒了。
三兄弟的命运的齿轮现在开始转动……

## 登場人物

### 神鄉一家
神鄉慎（配音：岡本信彦、小林沙苗（少年時代））
男性 ／ 年紀：17 ／髮色：茶色
主角，家中排行第二。凪之森學園高中部二年級生（故事開始時）→三年級生（故事後半段）。
在雙親身故後跟弟弟洵由東京方面的叔母照養，然後在故事中與洵回到自己的故鄉綾凪市。
性格坦率，為相當坦率地流露出自身感情的類型。對冷落他的哥哥與弟弟一向表現仁慈，具有把想像中的黏土造型和圖畫給具現化的一般能力。
身上持有的Persona為體色是綠寶石然後持有大刀的形體（取自於雙親的Persona所持有的楔），另有加上等級特A的高戰鬥力與不傷害對方就能把對方的Persona給切離開來的特殊能力，然而也因為這個特殊能力所以經常被稀人給盯上。
其名稱來自於亞當與夏娃的二子「阿貝爾」。
曾說過自己罹患同時多發無氣力症是因為在「10年前跟弟弟遭遇火車事故後失去記憶」所致，但故事最後是因為菖浦想要他忘了Persona和所有戰鬥的事端然後找了小松原啓介施加催眠療法的。最後在故事結局中有想起來。
神鄉諒（配音：子安武人、澤城美雪（少年時代））
慎的哥哥，家中排行第一。任職於富山縣綾凪警察署的署長，目前獨自一人追查著綾凪市內頻繁發生的皮膚反轉事件。
有著很少笑的憂鬱和沒有妄想的冷酷性格，但也有淚流滿面的一面。實際上有利用強迫的手段收買警署中小部分人員、試圖隱藏和用特務的權限來搜查。也由於要離開綾凪市以迴避重逢的弟弟，所以也跟慎多次引起衝突。
身上持有的Persona為體色是藍色然後在手臂上持有機槍的形體，擁有等級特A的高戰鬥力。擁有在Persona之間作為潤滑劑的才能（真田曾表示說「這是身為哥哥的一面」的表現）。
其名稱來自於亞當與夏娃的長子「該隱」。
神鄉洵（配音：澤城美雪）
慎的弟弟，家中排行第三。凪之森學園初中部二年級生（故事開始時）→三年級生（故事後半段）。
在雙親身故後跟哥哥慎由東京方面的叔母照養，然後在故事中與慎一起回到自己的故鄉綾凪市。
不喜歡與別人接觸、一直跟同居的哥哥慎在一起。有描寫著把人的思考與記憶中如斷片的印象般讀取的能力，10年前因為同時引發的多發無氣力症造成的火車事故把結祈捲入造成腦重傷的關係，在天才腦外科醫生小松原啓祐的手術下把結祈的腦移植到他身上才挽回性命，因為如此在洵的身上才會發生結祈的人格（精神）跟洵同居的不可思議的現象（例如突然用少女的口吻說話與相對應的行動等等）。
在第一集諒曾經在門後聽到「洵與結祈的……」相關對話。
身上持有的Persona為身上有粉紅色的線路與藍線的形體，稱呼為「賽特」。擁有可以解讀可敞開心房的人類感情的能力，為洵與結祈共有，當結祈失去Persona能力的時候因為了解葉鳴的心情，知道Persona能力不是單獨有的時候自己的能力也擴張了，然後也因為有著把複數的Persona給壓抑的特殊能力，所以跟哥哥慎一樣經常被稀人給盯上。
神鄉結祈（配音：澤城美雪）
神郷洵的雙胞胎妹妹，10年前因為同時引發的多發無氣力症造成的火車事故中身亡，然後他的人格（精神）現在於雙胞胎哥哥洵的身上活著、而且有時兩人會互相對話。
在發生事故的當時因為身負著必死的致命傷然後分歧出抉擇來，於是在雙胞胎哥哥洵身受重傷性命垂危時於想要幫助的天才腦外科醫生小松原啓祐的手術下把他的腦移植到哥哥洵的身上，之後接受了移植的洵雖然保住性命不過由於結祈的精神附身在其中所以經常發生一些不可思議的現象，由於洵隱藏這個事實所以它的哥哥慎到目前為止也不曉得。
如果洵要召喚自己的Persona能力就要有結祈的人格在，否則將無法召喚。

### 學校相關人物
茅野惠（配音：阿澄佳奈）
慎的同班同學。勁歌熱舞社所屬。
有著開朗但會添麻煩的樂觀性格，在為了朋友把所有街頭混混給打飛時拓朗曾說過「真有男子氣概啊」的評論。
在社團中因為看似開玩笑的「抽影子」結果讓朋友有數個月無法來學校的理由所以被討厭，所以向對此沒興趣的葉鳴固執地向他做忠告。
生母在幼年時身故，現在由義母撫養。小時候因為發生卡車撞擊事故使自己的Persona能力覺醒，雖然保住了雙親與自己的性命但是義母與生父的孩子（他的同父異母的弟弟）反而保不住當場身亡。在弟弟死後的一段時間因為義母曾感情用事的逼問「為何死的人（我的兒子）不是你呢！」之後至今就不斷地疏遠，直到在跟稀人的交戰當中義母被捲入事件中受傷、帶到洵的老家看診的時候再次使出Persona的能力幫助義母，於是就因此和解了。
身上持有的Persona為外表如同人魚風格的朱紅色，持有武器為弓箭，稱呼為「蒂安納」。
榊葉拓朗（配音：田坂秀樹）
慎的同班同學。有著美國黑人頭的少年。雖然在行為與作風上有些粗野但是有著只要一和解就能輕易打成一片的性格，在經由慎的「抽影子」之下使自己的Persona的能力覺醒，從那時之後每天都在進行著Persona上手的訓練，由於在小時候因為自己的父親（配音：保村真）下落不明的關係，所以有一段時間生活在複雜的生活環境中。有時在黑人頭上的商標會起變化，故事尾端與身為女性模樣的父親（配音：喜多村英梨）再次見面和告別、理解當初的真相之後就再也沒有用過Persona的能力。
身上持有的Persona為外表灰色和綠色且中間有一條紅線的螳螂身形和手臂，武器是召喚雷電，稱呼為「斯巴達」。在最後的戰鬥中有發揮出該能力。
守本叶鳴（配音：中原麻衣）
慎的同班同學。散發著相對安定的氣氛、容貌端秀且成績很好同時有著天然呆性格的少女。不知何時的會去許多人不知道的地方，然後會多少想起一些記憶，因為過去曾經是孤兒的關係有一段時間跟山咲真由美居住在收容機構中。
對於「抽影子」非常地感興趣，曾經無視於好友小惠的忠告秘密地進行抽影子的活動到幾乎是成癮者的等級，而讓慎一行人給斥責和伸出援手，接著一度被九條給控制然後以莫莉的身分行動。
戌井暢（配音：關智一）
學生宿舍的舍監。雖然明令禁止養寵物但是在房間裡面有養了一隻老狗。
外表看似是飄飄然很容易魂不守舍的青年，但在過去曾經有過被Persona給困住的時候，知道相關的知識。
所屬於與真田明彥和諒一起組成的小隊（Persona對策特殊小隊），報告慎一行人的動向。以支援的方式在收集特A潛在的情報與操縱直升機等行動。似乎在過去就持有特A潛在以上的能力，接受Persona持有者的有害意圖、但是跟周遭許多人發生的無氣力症無關，但是有留下意識（身體有受到損傷之下）。
山咲真由美（配音：佐古真弓）
外表相當神秘的轉學生少女，過去曾經是孤兒的關係有一段時間跟守本叶鳴居住在收容機構中，與叶鳴不同因為「帶來了很好的住家的緣故」所以關係上稍微不在意。很詳細的知道街頭風格的時尚搭配，與榊葉拓朗在同一時間於小商店打工。
最後的真面目為稀人的其中一位成員，名叫橘花沙季。
田坂悠美（配音：水澤史繪）
茅野惠的學姐，勁歌熱舞社所屬。
在事件發生的時候雖然有受到警察保護，但仍然被稀人襲擊然後自己的Persona能力被剝離，雖然救回一條性命不過也陷入重度植物人狀態住院。由於是在強制剝離未遂下造成的損傷所以無法發現自身的Persona能力。

### 警察方人物
二階堂映子（配音：小林沙苗）
任職於北日本監察醫務院的監察醫生。第6集以後來到綾凪署任職，從很久以前就已經認識神郷兄弟，一直以來把慎與洵當作親生弟弟來照顧。目前正在獨自調查富山灣發生的失蹤事件，在大學時代於富山灣潛水時意外看到海底發出來的光。
伊藤久仁雄（配音：江川央生）
任職於綾凪署刑事課主任的警察長。曾經質疑諒把皮膚反轉事件的一切真相給隱藏的目的，因為10年前由於同時多發性無氣力症造成的火車事故和災害所以失去愛妻。在一般情形下當對方發動Persona能力的時候一般人應該會受到影響的同時於慎等人的戰鬥中只有他沒有受到影響，真田曾以「你過去好像持有很強的Persona能力啊」作為質問。
楢崎智弘（配音：川原慶久）
任職於綾凪署刑事課的搜查員。身長將近2公尺的男性，與伊藤互為搭檔，同時跟諒監視著還有被卡拉OK事件給捲入的學生們的行動，但因為身高太高所以經常都會跟蹤失敗。
謎之聲／真田明彦（配音：綠川光）
原本為10年前的世界《女神異聞錄3》中主角所屬的「特別課外活動部」其中一員。與戌井暢一起秘密地援助神郷諒的關鍵人物。目前轉職為警察然後也是一起獨自調查所有的獵奇事件的其中一位知情者，同時也參與了Persona對策特殊小隊。一開始的時候是以諒在電話中的謎之聲登場，在第14集以後以身為檢察官的身分登場。

### 稀人
紫倉統馬（配音：浪川大輔）
紀本祐史（配音：飛田展男）
瀨能壯太郎（配音：高城元氣）
橘花沙季（配音：佐古真弓）
玖珠若櫻（配音：代永翼）
玖珠椎葉（配音：代永翼）
有働泰市（配音：安元洋貴）

### 其他
小松原啓祐（配音：勝部演之）
被稱呼為天才腦外科醫生的精神科醫生。過去曾經跟神郷夫妻在政府機關內研究有關Persona的事情，不久在10年前綾凪市發生的同時多發事故中施行洵的腦外科手術之後對慎下了催眠術，原本要隱瞞自己真正的目的所以在女兒偶然來訪綾凪市尋人的時候冒充了另外的身分。
小松原彩音（配音：能登麻美子）

## 主題曲
- 片頭曲

「Breakin' through」（前半）
作詞：椎名慶治 / 作曲：TAKUYA / 編曲：TAKUYA·h-wonder / 歌：喜多修平
「WORD OF THE VOICE」（后半）
作詞：KOHSHI ASAKAWA / 作曲：TAKESHI ASAKAWA / 編曲：FLOW・ha-j / 歌：FLOW
- 片尾曲

「SUICIDES LOVE STORY」（前半）
作詞：北出菜奈 / 作曲：安原兵衛 / 編曲：渡邊和紀 / 歌：北出菜奈
「Found Me」（后半）
作詞：mavie / 作曲：黒須克彦 / 編曲：nishi-ken / 歌：

## 各话标题
| 话数 | 标题                 | 中譯                 | 脚本                    | 分镜                     | 演出                   | 作画监督                                           | Persona 作画監督  |
| ---- | -------------------- | -------------------- | ----------------------- | ------------------------ | ---------------------- | -------------------------------------------------- | ----------------- |
| 1    | 特A潜在              | 特A潜在              | 武藤康之                | 松本淳                   | 羽生尚靖               | 石井百合子                                         | 玄馬宣彦          |
| 2    | 影抜き               | 抽影                 | 武藤康之                | 雲井一夢                 | 高橋順                 | 林勇雄                                             | 玄馬宣彦          |
| 3    | マレビト             | 稀人                 | 武藤康之                | 下司泰弘                 | 下司泰弘               | 河野真貴 岡崎洋美                                  | 鈴木藤雄 玄馬宣彦 |
| 4    | くじらのはね         | 鲸之羽               | 武藤康之 松田沙也       | つるやまおさむ           | つるやまおさむ         | 藤山未来夫                                         | 玄馬宣彦          |
| 5    | 強いられた結合       | 被强迫的结合         | 大西信介                | 松林唯人                 | 松林唯人               | 清水由實                                           | 玄馬宣彦 柳隆夫   |
| 6    | 署長が消えた日       | 署长消失之日         | むとうやすゆき          | 山本寬                   | 岡嶋国敏               | 田邊謙司                                           | -                 |
| 7    | 私という他者         | 名为我的他人         | 安川正吾                | 大久保富彦               | 大久保富彦             | 波風立流                                           | 玄馬宣彦          |
| 8    | クスノキの下で       | 在樟树下             | 武藤康之 松田沙也       | 橘正紀                   | 高島大輔               | 河野真貴 青木流水                                  | 玄馬宣彦          |
| 9    | 海からの呼び声       | 大海传来的呼声       | 大西信介                | 布施木一喜               | 高橋順                 | 松岡秀明                                           | -                 |
| 10   | 影は薄暮に微笑う     | 影子在黄昏中微笑     | 安川正吾                | 香川豐 下司泰弘          | 岡嶋国敏 羽生尚靖      | 田邊謙司                                           | 玄馬宣彦          |
| 11   | 依存の定義           | 依存的定义           | むとうやすゆき 松田沙也 | 松林唯人                 | 松林唯人               | 清水由實 米澤優                                    | -                 |
| 12   | 救済者               | 救赎者               | 武藤康之                | 島津裕行                 | 下司泰弘               | 岡崎洋美 藤原未来夫                                | -                 |
| 13   | 朱に染まる雪原       | 被染红的雪原         | 武藤康之                | 雲井一夢                 | 筑紫大輔               | 毛利志乃舞、柳隆太 野田康行、青木水流              | 玄馬宣彦 柳隆太   |
| 14   | 狭間の彷徨           | 夹缝间的徘徊         | 武藤康之                | 大久保富彦               | 大久保富彦             | 波風立流                                           | -                 |
| 15   | 明日を閉ざすもの     | 封锁明日之物         | 菅正太郎                | 嵯峨敏                   | 嵯峨敏                 | 山本美佳、神本兼利 杉藤さゆり                      | -                 |
| 16   | 解放の子と治癒の聖霊 | 解放之子与治愈的圣灵 | 武藤康之 松田沙也       | 增井壮一                 | 下司泰弘 羽生尚靖      | 河野真貴、米澤優 藤原未来夫                        | -                 |
| 17   | 風の里にて           | 风之村落             | 大西信介                | 笹木信作                 | 岡嶋国敏 下司泰弘      | 田邊謙司 藤原未来夫                                | -                 |
| 18   | 沈む夢               | 沉沦之梦             | 安川正吾                | 松林唯人                 | 松林唯人               | 砂田アリス 沼田誠也、清水拓實                      | 柳隆太            |
| 19   | 帰還者               | 归还者               | 武藤康之                | 雲井一夢                 | 筑波大介               | 佐野隆雄 青木水流                                  | -                 |
| 20   | おもいで             | 回忆                 | 武藤康之                | 政木伸一                 | 政木伸一               | 向山祐司、仲田美步 渡邊英樹、勝田正幸              | -                 |
| 21   | 残刻                 | 残刻                 | 大西信介                | 島津裕行                 | 下司秦弘               | 野田康行、清水裕輔 川口千里                        | 柳隆太            |
| 22   | 依り代               | 凭依                 | 安川正吾                | 松本淳 橘正紀            | 高島大輔               | 高橋瑞香、米澤優 川上将大                          | 玄馬宣彦 柳隆太   |
| 23   | 絆を抱いて           | 拥抱羁绊             | 菅正太郎                | 神樂坂時市               | まつもとよしひさ       | 德田夢之介                                         | -                 |
| 24   | 贖罪の楔             | 赎罪之楔             | 松田沙也                | 松林唯人                 | 松林唯人               | 河野真貴 岡崎洋美                                  | 柳隆太            |
| 25   | 謂れなき喪失         | 无故的丧失           | 武藤康之                | 羽生尚靖 下司泰弘        | 羽生尚靖 下司泰弘      | 清水裕輔 青木水流                                  | -                 |
| 26   | 浮上する未来         | 浮现的未来           | 武藤康之                | 島津裕行 玄馬宣彦 松本淳 | 松本淳 高橋順 筑紫大介 | 石井百合子、川口千里 高橋瑞香、徳田夢之介 岡崎洋美 | 玄馬宣彦 柳隆太   |